# Parafia Wniebowzięcia Najświętszej Maryi Panny w Gostkowie
Parafia Wniebowzięcia Najświętszej Maryi Panny w Gostkowie – parafia rzymskokatolicka, znajdująca się w diecezji toruńskiej, w dekanacie Chełmża.